# バンガイ諸島
バンガイ諸島はスラウェシ島東部にある諸島。スラウェシ島のイースト半島とマルク諸島の一部のスラ諸島の間に位置する。海域ではモルッカ海のトミニ湾とバンダ海のトロ湾の間にあり両者を区切っている。
バンガイ島やペレン島、バンクル島、ラボボ島など百を越える島々からなる。
中部スラウェシ州のバンガイ諸島県を形成している。
近郊の魚類種としてプテラポゴン・カウデルニィーが生息している。